# Shiga Lakes
Los Shiga Lakes (en japonés 滋賀レイクス) son un equipo de baloncesto japonés con sede en la ciudad de Ōtsu, en la prefectura de Shiga, que compite en la B.League, la máxima competición de su país. Disputa sus partidos en el Shiga Daihatsu Arena, con capacidad para 5.000 espectadores.

## Historia
En abril de 2007 se lanzó el Shiga BJ Club con el lema "'08: El primer año de los profesionales de Shiga" con el objetivo de establecer un equipo de baloncesto profesional con sede en la prefectura de Shiga. Después de solicitar unirse a la Bj league el 29 de junio, la empresa estableció su corporación operativa el 8 de agosto. Más adelante, el 6 de septiembre, se decidió que el equipo se uniría a la liga bj a partir de la temporada 2008-09. Paralelamente, en julio se solicitó al público mediante votación el nombre del equipo, y el 10 de agosto salió como ganador "Shiga Lakestars".
Jugó ocho temporadas en la Bj League, en las que recorrió hasta siete sedes diferentes dentro de la prefectura. En la temporada 2016-16 se incorporó a la primera división de la recién creada B.League, en la que se mantendría hasta la temporada 2022-23, en la que acabó en la última posición de la clasificación y descendieron a la B2 League. Pero solo estuvieron un año en la segunda división, ya que la temporada siguiente lograron el ascenso. Tras ello, el entrenador hasta ese momento, el español David Gómez, dejó el equipo tras la conclusión de su contrato.

## Palmarés
- B2 League: 1

2023-2024